# Satillieu

Satillieu este o comună în departamentul Ardèche din sud-estul Franței. În 1 ianuarie 2022 avea o populație de 1.502 de locuitori.